# Farad
Farad er en afledt SI-enhed der angiver en elektrisk kondensators kapacitans. Forkortelsen for enheden er F. 
1 farad er defineret som kapaciteten af en kondensator af en sådan størrelse at en ladning på 1 coulomb giver en potentialeforskel på 1 volt mellem pladerne. Formlen herfor er C=Q/U, hvor C er kapacitansen (måles normalt i F), Q er ladningen (måles normalt i C) og U er spændingen (måles normalt i V).
Farad kan omskrives til grundlæggende SI-enheder således:
{\displaystyle \mathrm {F} ={\mathrm {C}  \over \mathrm {V} }={\mathrm {A} \cdot \mathrm {s}  \over {\mathrm {kg} \cdot \mathrm {m} ^{2}\cdot \mathrm {s} ^{-3}\cdot \mathrm {A} ^{-1}}}={\mathrm {A} ^{2}\cdot \mathrm {s} ^{4} \over \mathrm {kg} \cdot \mathrm {m} ^{2}}}
Farad er opkaldt efter fysikeren Michael Faraday.